# 5084 Gnedin
5084 Gnedin este un asteroid din centura principală de asteroizi.

## Descriere
5084 Gnedin este un asteroid din centura principală de asteroizi. A fost descoperit pe 26 martie 1977 la Observatorul de Astrofizică din Crimeea de Nikolai Cernîh. El prezintă o orbită caracterizată de o semiaxă mare de 3,15 ua, o excentricitate de 0,10 și o înclinație de 7,4° în raport cu ecliptica.